# Szyroke (rejon białogrodzki)
Szyroke (ukr. Широке) – wieś na Ukrainie, w obwodzie odeskim, w rejonie białogrodzkim. W 2001 liczyła 1374 mieszkańców, wśród których 1345 jako ojczysty język wskazało ukraiński, 18 rosyjski, 5 mołdawski, 1 bułgarski, 2 białoruski, 1 ormiański, a 2 romski.

## Urodzeni
- Swietłana Kraczewska